# Kepler-Bouwkampova konstanta
Kepler-Bouwkampova konstánta [képler-bovkámpova ~] (ali konstánta včŕtanih mnogokótnikov, označba {\displaystyle \rho \,} ali {\displaystyle K'\,}) je v ravninski geometriji konstanta kot limita zaporednega postopka, kjer se v enotsko krožnico {\displaystyle K_{1}\,} izmenično včrtujejo pravilni mnogokotniki in njim včrtane krožnice. Najprej enakostranični trikotnik, nato njemu včrtana krožnica {\displaystyle K_{2}\,}, njej včrtani kvadrat, njemu včrtana krožnica {\displaystyle K_{3}\,}, njej včrtani petkotnik, včrtana krožnica {\displaystyle K_{4}\,}, šestkotnik, včrtana krožnica {\displaystyle K_{5}\,}, sedemkotnik in tako naprej. Polmer krožnice {\displaystyle K_{\infty }\,} v limiti je dana konstanta. Konstanta se imenuje po Johannesu Keplerju in Christoffelu Jacobu Bouwkampu.

## Astronomska predstava Keplerjeve konstrukcije
Kepler je v svojem astronomskem delu Kozmografska nedoumljivost (Mysterium cosmographicum) leta 1596 opisal trirazsežni model Osončja s platonskimi telesi. Med poučevanjem v Gradcu je pokazal na periodično konjunkcijo Saturna in Jupitra v zodiaku. Spoznal je, da pravilni mnogokotniki omejujejo eno včrtano in eno očrtano krožnico z določenim razmerjem, kar naj bi po njem bila geometrična osnova Vesolja. Tiroma Saturna in Jupitra bi odgovarjali krožnici {\displaystyle K_{1}\,} in {\displaystyle K_{2}\,}. Ker je enakostranični trikotnik prvi pravilni mnogokotnik, je Kepler menil, da Marsovemu tiru odgovarja krožnica {\displaystyle K_{3}\,}, Zemljinemu tiru krožnica {\displaystyle K_{4}\,} itd.
Ko mu ni uspelo najti izključne razporeditve dvorazsežnih mnogokotnikov, ki bi se prilegali astronomskim opazovanjem, tudi z dodanimi dodatnimi planeti, je poskušal s trirazsežnimi poliedri. Našel je, da bi se lahko vsak od petih platonskih teles izključno včrtal in očrtal s sferami. Če bi se ta telesa zaporedoma vstavila v odgovarjajočo sfero, bi nastalo šest plasti, ki bi odgovarjale tirom šestih tedaj znanih planetov: Merkurja, Venere, Zemlje, Marsa, Jupitra in Saturna. S pravilno umestitvijo teles: oktaedra, ikozaedra, dodekaedra, tetraedra in kocke je našel, da se lahko sfere postavijo na razdalje, ki v okviru točnosti razpoložljivih astronomskih opazovanj odgovarjajo relativnim velikostim planetnih tirov, če se privzame, da planeti krožijo okrog Sonca. Našel je tudi formulo, ki je povezovala velikost vsake planetne sfere s trajanjem njegove orbitalne periode od notranjih do zunanjih planetov navzven. Razmerje povečanja orbitalne periode je dvakrat večje od razlike polmera sfere. Kasneje je formulo opustil, ker naj ne bi bila dovolj točna.

## Računanje in številska vrednost
Desetiški zapis Kepler-Bouwkampove konstante je (OEIS A085365):
{\displaystyle K'=\prod _{n=3}^{\infty }\cos {\frac {\pi }{n}}=0,114942044853\dots \!\,.}
Neskončni produkt počasi konvergira:
| {\displaystyle n\,} | {\displaystyle K'\,}              |
| ------------------- | --------------------------------- |
| 101                 | 0,1 84272511632188099388749095924 |
| 102                 | 0,1 20727122609369389253757543423 |
| 103                 | 0,11 5510378360496765103907809055 |
| 104                 | 0,1149 98777639611066695581665348 |
| 105                 | 0,11494 7717127450468982122596415 |
| 106                 | 0,114942 612070668021046433217379 |
| 107                 | 0,114942 101574932947836339581363 |
| 108                 | 0,1149420 50525458871066743276989 |
| 109                 | 0,11494204 5420512457694133366767 |

Bouwkamp je verjetno prvi pravilno določil vrednost konstante. Pred njim so navajali približno vrednost z enotskim ulomkom:
{\displaystyle K'\approx \lambda (-1)={\frac {1}{12}}=0,08{\overline {3}}\!\,,}
Računal je z dvema metodama. V prvi metodi je za 16 decimalk uporabil 14 členov s preureditvijo prudukta v vsoto s pomočjo Bernoulijevih števil. Najprej je produkt preuredil v dvojni produkt:
{\displaystyle K'={\frac {2}{\pi }}\prod _{m=1}^{\infty }\prod _{n=1}^{\infty }\left(1-{\frac {1}{m^{2}\left(n+{\frac {1}{2}}\right)^{2}}}\right)\!\,.}
Nato pa je dobil naravni logaritem produkta:
{\displaystyle \ln {\frac {\pi K'}{2}}=\left(-\sum _{n=1}^{\infty }{\frac {\zeta (2n)\left[\lambda (2n)-1\right]2^{2n}}{n}}\right)\!\,}
in:
{\displaystyle \ln 6K'=\left(-\sum _{n=1}^{\infty }{\frac {\left[\zeta (2n)-1-2^{-2n}\right]\left[\lambda (2n)-1\right]2^{2n}}{n}}\right)\!\,,}
kjer je {\displaystyle \zeta (s)\,} Riemannova funkcija ζ, {\displaystyle \lambda (s)\,} pa Dirichletova funkcija λ, definirana kot:
{\displaystyle \lambda (s)=\left(1-{\frac {1}{2^{s}}}\right)\zeta (s)\!\,.}
Konvergenco Bouwkampove vrste po prvi metodi kaže razpredelnica:
| {\displaystyle n\,} | {\displaystyle K'\,}              |
| ------------------- | --------------------------------- |
| 1                   | 0,11 5216224381971646007467428025 |
| 2                   | 0,11494 8344200607740635333096018 |
| 3                   | 0,114942 247704745654109840718266 |
| 4                   | 0,1149420 52379647430866907479494 |
| 5                   | 0,11494204 5153774993701760288784 |
| 6                   | 0,1149420448 65822215492713897563 |
| 7                   | 0,114942044853 833214368961439892 |
| 8                   | 0,114942044853 319677821575321682 |
| 9                   | 0,11494204485329 7241970977106694 |
| 10                  | 0,1149420448532962 47399814448964 |
| 11                  | 0,11494204485329620 2814023956253 |
| 12                  | 0,1149420448532962007 97343766944 |
| 13                  | 0,11494204485329620070 5456201191 |
| 14                  | 0,114942044853296200701 243711120 |

Dobre približke daje tudi Padéjeva aproksimacija.

## Sorodne konstante
Če produkt teče po vseh lihih praštevilih, ima konstanta vrednost (OEIS A131671):
{\displaystyle K'_{\mathbb {P} }\prod _{n\in \mathbb {P} \setminus \{2\}}^{\infty }\cos {\frac {\pi }{n}}=0,312832929508\ldots \!\,.}
Kepler-Bouwkampova konstanta je inverz konstante očrtanih mnogokotnikov (OEIS A051762):
{\displaystyle K={\frac {1}{K'}}=\prod _{n=3}^{\infty }\sec {\frac {\pi }{n}}=8,700036625208\dots \!\,.}